# 张建华 (1953年)
张建华（1953年—），山东荣成人，汉族，中华人民共和国政治人物、第十二届全国人民代表大会山东地区代表。
毕业于青岛师范专科学校政史。加入中国共产党，担任新华锦集团董事长。2013年，担任全国人大代表。2018年2月24日，当选为第十三届全国人大代表。